# GMV (entreprise)
 (décembre 2024).
L'article doit être relu — et modifié si nécessaire — par des contributeurs indépendants pour apporter un regard critique aux contributions effectuées en violation des conditions d'utilisation de Wikipédia, tant sur la forme (notamment concernant le style encyclopédique, la proportionnalité) que sur le fond (la neutralité de point de vue, la qualité et l'indépendance des sources).
(Politique pour les contributions rémunérées | Comprendre le dépubage | En discuter)
GMV est un groupe d’entreprises de capital privé espagnol fondé en 1984 par Juan José Martinez García. C'est un groupe privé avec une présence internationale et employant plus de 3 300 personnes. À ses débuts, le groupe s'est concentré sur les secteurs de l'espace et de La Défense, le contrat pour le Centre européen d'opérations spatiales (ESOC) marquant le début de sa croissance. Au fil des années, il a diversifié ses activités et s'est étendu à d'autres domaines pour devenir aujourd'hui un groupe technologique qui comprend 11 domaines de spécialisation: Espace, Aéronautique, Défense et Sécurité, Systèmes de transport intelligents (Intelligent Transportation Systems — ITS), automobile, cybersécurité, santé et services publics numériques, industrie, secteur financier et services.
GMV possède des bureaux dans douze pays et a des clients dans près de 80. Le groupe possède le niveau CMMI 5, le plus haut niveau de ce modèle de maturité pour améliorer la capacité des processus de développement logiciel.

## Histoire

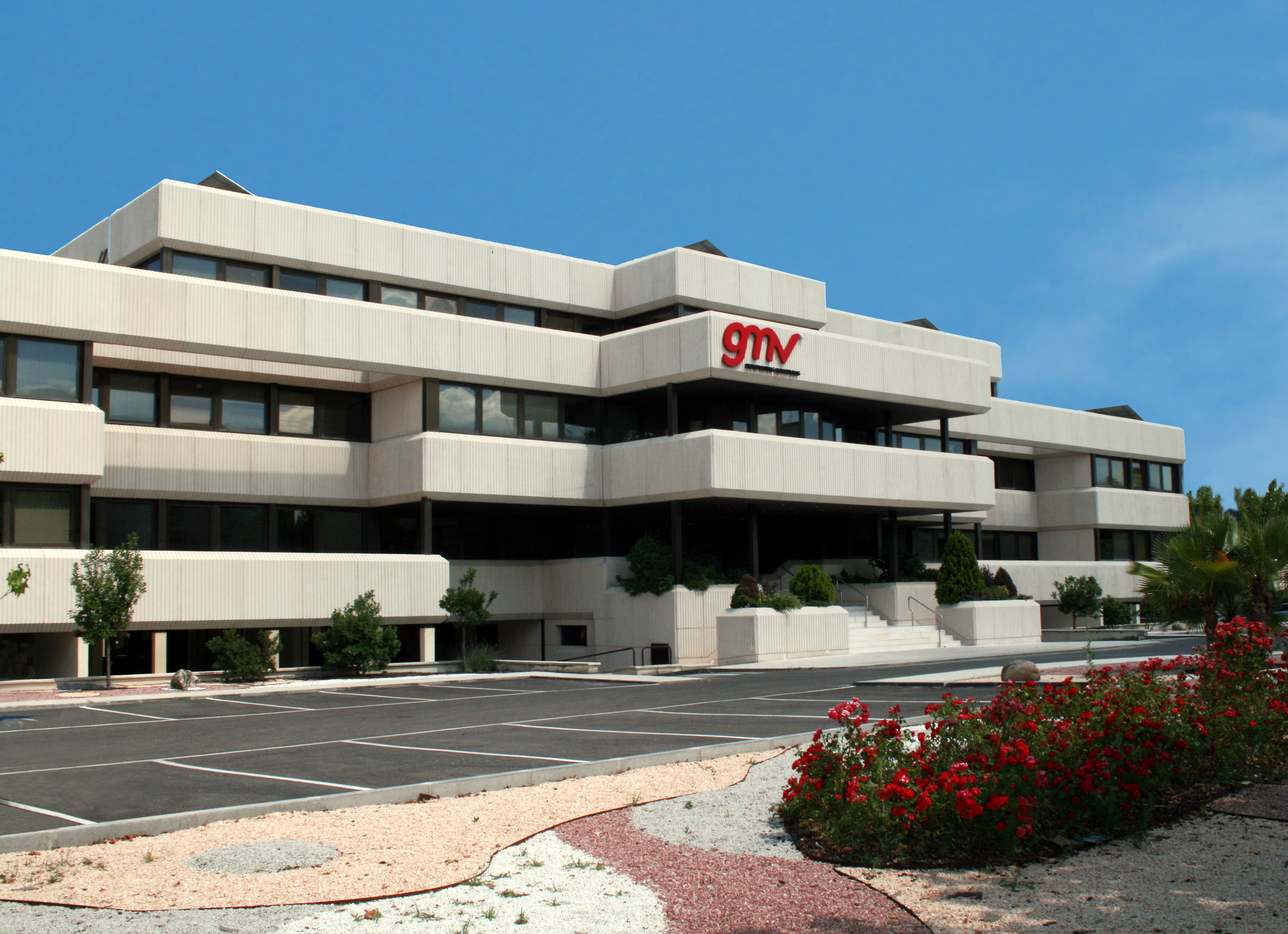
Siège social de GMV à Tres Cantos en Espagne.

Fondée en 1984 par Juan José Martínez García, GMV a débuté ses activités dans le domaine spatial en remportant son premier contrat avec le Centre d'opérations de l'Agence spatiale européenne (ESOC).
Au début des années 1990, GMV élargit son activité et commence à offrir des services dans les domaines des transports, de la défense, des télécommunications et des technologies de l'information, dans des domaines alors encore naissants, comme l'Internet et les applications de navigation par satellite. En 2000, l’entreprise rejoint le consortium européen Galileo Industries S.A. pour soutenir le développement et l'utilisation du système européen de navigation par satellite Galileo. En 2001, GMV change de direction, le Dr Mónica Martínez Walter devenant présidente de GMV.
En 2004, la première filiale hors d'Espagne est créée aux États-Unis pour couvrir les opérations aérospatiales sur le marché américain. Son expansion se poursuit en 2007 avec l'acquisition de la société portugaise Skysoft. L'expansion la plus significative se produit entre 2009 et 2014, avec l'ouverture d'un bureau régional en Malaisie, et de filiales en Allemagne, en Pologne, en Roumanie, en France, en Colombie et au Royaume-Uni. De 2015 à 2018, la société continue à étendre sa présence internationale avec l'acquisition d'INSYEN AG en Allemagne et de la société Syncromatics Corp. aux États-Unis, toutes deux opérant actuellement sous la marque GMV, en plus d'investir également dans la startup espagnole PLD Space.
Fin 2018, elle GMV remporte le contrat pour la maintenance et la mise à niveau du segment de contrôle au sol de Galileo, ce qui en fait le plus gros contrat signé par l'industrie spatiale espagnole à ce jour. En 2020, GMV acquiert la société britannique Nottingham Scientific Limited (NSL), en la fusionnant avec sa propre filiale britannique (GMV Innovating Solutions Limited) pour créer la société GMV NSL qui, en 2022, commence à opérer sous la marque GMV avec les autres filiales.
En 2022 aussi, GMV signe un accord avec Lockheed Martin pour développer le système SouthPAN (SouthernPositioning Augmentation Network), une initiative conjointe des gouvernements australien et néo-zélandais, visant à fournir des services de navigation par satellite et de positionnement précis dans les deux pays. La même année, il obtient également le contrat pour l’ordinateur de contrôle au sol du programme EURODRONE.
En 2023, une fois atteints les objectifs de son investissement dans PLD, GMV se retire de son capital.
GMV adhère au Pacte mondial des Nations unies, la principale initiative internationale de promotion du développement durable et de la responsabilité des entreprises.

## Domaines d'activité

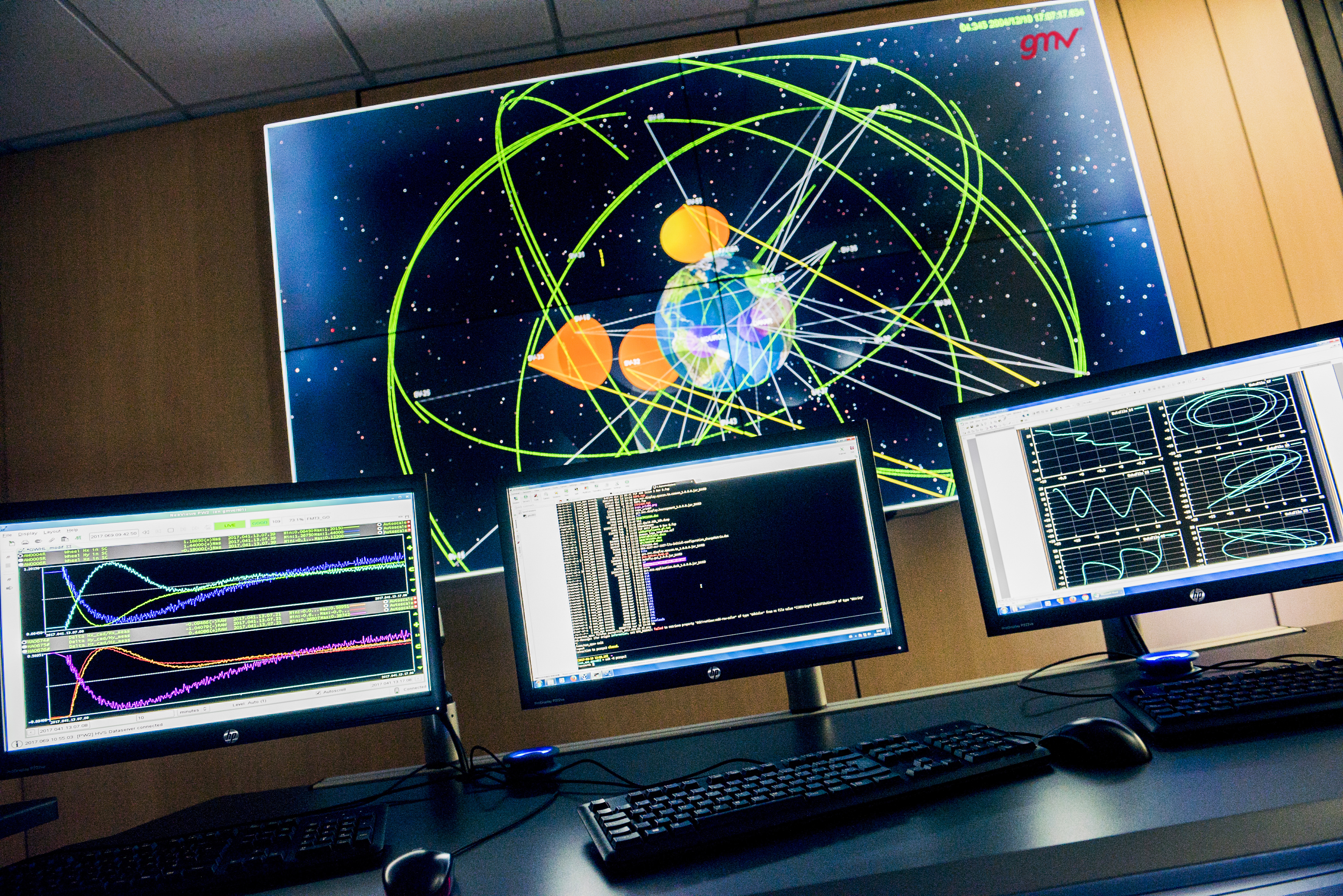
Centre de contrôle de mission GMV.

GMV opère principalement dans les secteurs suivants : 
- Aéronautique
- Automobile
- Banque et assurance
- Cyber sécurité
- Défense et sécurité
- Soins de santé
- Technologies de l'information et de la communication (TIC) pour les entreprises
- Systèmes de transport intelligents

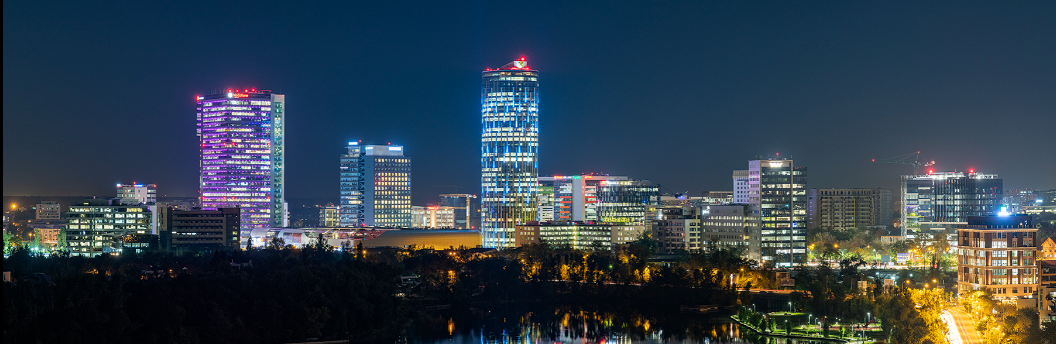
Sky Tower (au centre), le plus haut bâtiment de Roumanie et siège de GMV dans le pays.

- Administration publique
- Espace
- Télécommunications

## Employé célèbre
En 2001, Thomas Pesquet est ingénieur en dynamique des engins spatiaux pour des missions de télédétection au sein de GMV, son premier emploi à la sortie de l’École nationale supérieure de l'aéronautique et de l'espace.

## Sanction de la Banque mondiale
En mars 2021, la société Mecánica del Vuelo Sistemas S.A.U., filiale de GMV, a été exclue pour trois ans et demi par la Banque mondiale pour collusion, corruption et fraude en lien avec un projet de développement urbain durable (à Da Nang au Vietnam) et un projet de développement du transport urbain à Hanoï, au Vietnam également. Cette décision a privé Grupo Mecánica del Vuelo Sistemas S.A.U. de la possibilité de participer à des projets financés par des institutions du groupe de la Banque mondiale jusqu’en septembre 2024. La filiale Grupo Mecánica del Vuelo Sistemas S.A.U. a accepté de satisfaire à des exigences de conformité spécifiques comme condition à la levée de l’exclusion.
En septembre 2024, la Banque mondiale a levé cette sanction, certifiant que Grupo Mecánica del Vuelo Sistemas S.A.U. avait satisfait à toutes les conditions de levée de la sanction énoncées dans l’accord signé par les deux parties. Cela permet à Grupo Mecánica del Vuelo Sistemas S.A.U. de participer à nouveau à des projets financés par des institutions du groupe de la Banque mondiale.